# Ekonomia drobnomieszczańska
Ekonomia drobnomieszczańska - to kierunek w ekonomii, zainicjowany na początku XIX w., który był odbiciem dążeń i interesów drobnych właścicieli oraz wytwórców. 
Początek XIX w. był okresem intensywnego wypierania drobnej produkcji towarowej przez szybko rozwijający się przemysł. Ekonomia drobnomieszczańska była wyrazem krytyki systemu kapitalistycznego prowadzącego do rozwarstwienia i ruiny małych i średnich producentów. Kierunek wskazywał na szkodliwość zaostrzającej się konkurencji oraz koncentracji własności. Poruszał kwestie negatywnego wpływu produkcji maszynowej i rozwoju przemysłu na położenie warstw najuboższych. 
Ekonomia drobnomieszczańska wyrosła pod wpływem obserwacji negatywnych następstw kryzysów gospodarczych wywołanych ogólną nadprodukcją dóbr. Jej przedstawiciele twierdzili, że charakterystyczną cechą gospodarki kapitalistycznej jest występowanie sprzeczności między produkcją a konsumpcją. Zgłaszane przez nich postulaty modyfikacji systemu gospodarczego dotyczyły równomiernego wzrostu podaży i popytu oraz odejścia od liberalizmu ekonomicznego i wprowadzenia pewnych form ingerencji państwa w celu odrodzenia drobnej własności, ograniczenia konkurencji oraz zapewnienia sprawiedliwego podziału wytworzonego dochodu. 
Czołowym przedstawicielem ekonomii drobnomieszczańskiej był Jean Charles Leonard Sismonde de Sismondi.

Źródło:
- Elżbieta Kundera (red.) Słownik historii myśli ekonomicznej, Oficyna Ekonomiczna, Kraków 2004